# Ожмегово
Ожме́гово (рос. Ожмегово) — селище у складі Верхньокамського району Кіровської області, Росія. Входить до складу Чусівського сільського поселення.
Населення становить 243 особи (2010, 426 у 2002).
Національний склад станом на 2002 рік — росіяни 87 %.